# Apamea obliviosa
Apamea obliviosa là một loài bướm đêm trong họ Noctuidae.